# Bernhard Eder
Bernhard Eder (* 1. März 1984 in Saalfelden) ist ein ehemaliger österreichischer Biathlet und Skilangläufer.
Bernhard Eder lebt in St. Ulrich am Pillersee und trainierte in Neuwieben. Er startete für den SC St. Ulrich am Pillersee, wo er 2002 mit dem Biathlonsport begann. Eder bestritt seine ersten internationalen Rennen im Januar 2002 im Skilanglauf-Continental-Cup. Im Dezember des Jahres bestritt er in Linz sein einziges Rennen im Skilanglauf-Weltcup, scheiterte als 66. jedoch schon in der Qualifikation für den Freistil-Sprint. Weitere Einsätze im Continental-Cup und in FIS-Rennen folgten bis 2004. Seit der Saison 2003/04 nahm er vor allem an Biathlon-Rennen teil, erste internationale Einsätze hatte er im Junioren-Europacup. Erste internationale Meisterschaft wurden die Biathlon-Juniorenweltmeisterschaften 2004 in Haute-Maurienne, bei denen Eder 54. des Sprints und 51. der Verfolgung wurde. Ein Jahr später kamen in Kontiolahti die Platzierungen 22 im Sprint und 13 im Einzel hinzu. Im Verfolgungsrennen verpasste er gegen Simon Fourcade, Emil Hegle Svendsen und Stian Nåvik als Viertplatzierter eine Medaille nur um einen Platz. Seit Beginn der Saison 2005/06 startete er bei den Männern im Leistungsbereich. In Obertilliach wurde er bei seinem ersten Europacuprennen 34. eines Einzels. Bei den Biathlon-Europameisterschaften 2006 in Langdorf kam Eder im Einzel zum Einsatz, bei dem er 50. wurde. Zudem gewann er bei den Österreichischen Meisterschaften im Staffelrennen mit Ludwig Gredler und Hans Peter Foidl Vizemeister mit der Staffel wurde. 2007 gewann er den Titel im erst- und zugleich letztmals ausgetragenen Wettbewerb im kurzen Massenstartrennen. Auf Skirollern wurde er im Einzel hinter Friedrich Pinter Vizemeister. Nach der Saison 2007/08, in der er in Langdorf als 33. eines Sprints sein bestes Ergebnis im Europacup erreichte, beendete er seine aktive Karriere und arbeitet nun in offizieller Funktion für den österreichischen Verband.